# Тычков, Николай Петрович
Николай Петрович Тычков (17 октября 1920, Липовка — 27 августа 2001, Иваново) — советский и российский педагог и общественный деятель, директор Ивановского автотранспортного колледжа (1962—1981), один из организаторов восстания военнопленных в Бухенвальде 11 апреля 1945 года, писатель.

## Биография
Николай Тычков родился 17 октября 1920 года в деревне Липовка Сеченовского района Нижегородской области в русской крестьянской семье.
В 1933 году окончил начальную школу в деревне Липовка, а в 1934 переехал с семьёй в город Иваново, где окончил семилетнюю школу и поступил в техникум связи, в котором проучился два курса.
В 1940 году Тычков был призван в РККА, в апреле 1941 года — переброшен под Перемышль, где участвовал в строительстве оборонительных рубежей.
В начале Великой Отечественной войны, в июле 1941 года, попал в окружение и плен. Прошёл несколько концлагерей в Польше и Германии (Франкфурт-на-Майне, Кассель), предпринимал попытки побега.
В 1943 году Тычков был переведён в концлагерь Бухенвальд (Веймар).
В 1945 году он выступил одним из организаторов восстания военнопленных в концлагере Бухенвальд 11 апреля 1945 года. После освобождения из концлагеря и прохождения проверок вернулся в город Иваново.
В 1947 году Николай Тычков окончил Ивановский автодорожный техникум, затем учился на автомобильно-дорожном факультете Ивановского политехнического института.
С 1947 по 1962 год работал преподавателем учебного комбината Министерства автомобильного транспорта и шоссейных дорог.
В 1961 году Н. П. Тычков опубликовал свою первую книгу — документальную повесть о Бухенвальде «Жизнь остановить нельзя». В том же году он направил свою повесть в Главное управление производства фильмов Министерства культуры СССР с предложением её экранизировать, однако Министерство ответило отказом:
«…создать на материале, слабо организованном художественно, интересный и значительный сценарий художественного фильма — весьма и весьма затруднительно».
С 1962 по 1981 год Тычков занимал должность директора Ивановского автодорожного техникума.
Умер 27 августа 2001 года в городе Иваново. Похоронен на кладбище Балино в городе Иваново.

## Участие в восстании узников Бухенвальда
В июле 1941 года Н. П. Тычков попал в окружение и плен. Прошёл через несколько концлагерей в Польше и Германии. После нескольких неудачных попыток побега в 1943 году был переведён в концентрационный лагерь Бухенвальд.
С 1943 года активный участник советской подпольной организации в Бухенвальде. На тот момент в Бухенвальде действовало как минимум две слабо связанные друг с другом подпольных антифашистских организации, что значительно мешало координировать их деятельность. Н. П. Тычков по заданию руководства одной из подпольных организаций выступил связным с иными подпольными организациями концлагеря по вопросу организации централизованного руководства подпольной деятельностью.
В марте 1943 года прошло заседание на котором разрозненные группы объединились в единую организацию и избрали руководство, разработали структуру и план действий. На заседании присутствовали Василий Азаров, Александр Купцов, Иван Ашарин, Николай Симаков, Григорий Крохмалёв, Владимир Холопцев, Даниленко и Николай Тычков. Руководителем русского объединенного подпольного политического центра (ОППЦ) был избран Николай Симаков.
В дальнейшем Н. П. Тычков возглавлял санитарные дружины. Под его руководством санитарные дружины проходили подготовку к восстанию под видом тренировочных занятий на случай налётов авиации.

## Награды
- Орден Отечественной войны II степени (1985)[8];
- Медали.

## Память
- Мемориальная доска на здании Ивановского автотранспортного колледжа (2010)[9].
- Материалы, посвящённые жизни и творчеству Н. П. Тычкова экспонируются на выставках, посвящённых памяти узников концлагерей как в России[10][11][12][13], так и за её пределами[14][15].

## Публикации
- Тычков Н. П. Жизнь остановить нельзя: документальная повесть о Бухенвальде / ил. В. А. Орлов. — Иваново: Книжное издательство, 1961. — 155 с.
- Тычков Н. П. Маленькие пленники Бухенвальда: повесть для детей / лит. обработка В. Воробьёв, ил. Е. Грибов. — Ярославль: Верхневолжское книжное издательство, 1966. — 119 с.
- Тычков Н. П., Тычкова Л. К. Набат памяти: о концлагерях фашистской Германии. — Иваново: Верхневолжское книжное издательство, 1990. — 254 с. — ISBN 5-7415-0182-6.